# Chloorethaan
Chloorethaan of ethylchloride is een organische chloorverbinding, met als brutoformule C2H5Cl. Het is een kleurloze vloeistof met een typerende geur die lijkt op de geur van di-ethylether. De vloeistof kookt bij 12,3 °C en de dampen irriteren de neus en keel. Het is zwaarder dan lucht.

## Ontdekking
Chloorethaan werd ontdekt door het koken van ethanol, zout en zwavelzuur.
Het chloorethaan kon tegelijkertijd worden afgetapt.

## Synthese
Chloorethaan werd vroeger gemaakt door ethanol, zoutzuur en zwavelzuur te mengen. Tijdens het koken kon er chloorethaan gedistilleerd worden. Chloorethaan wordt nu bereid met etheen en zoutzuur over aluminiumchloride als katalysator bij temperaturen tussen 130 en 250 °C volgens de reactie:
{\displaystyle {\ce {C2H4 + HCl -> C2H5Cl}}}

## Toepassingen
Chloorethaan dient als oplosmiddel voor oliën en vetten, als middel voor plaatselijke verdoving om bijvoorbeeld splinters te verwijderen en als koudespray bij sportletsels: chloorethaan wordt uit een spuitbus op een gekneusde plaats gespoten en het verdampt, waarbij het afkoelt en zo de pijn verlicht.

## Gevaar
Chloorethaan is licht ontvlambaar, schadelijk voor de gezondheid.